# Ābmāh
Ābmāh (persiska: آبماه, آب مار) är en ort i Iran.   Den ligger i provinsen Hormozgan, i den sydöstra delen av landet, 1 000 km söder om huvudstaden Teheran. Ābmāh ligger 856 meter över havet och antalet invånare är 149.
Terrängen runt Ābmāh är kuperad västerut, men österut är den bergig. Ābmāh ligger nere i en dal. Runt Ābmāh är det ganska glesbefolkat, med 50 invånare per kvadratkilometer. Närmaste större samhälle är Sīrmand, 19,7 km nordost om Ābmāh. Trakten runt Ābmāh är ofruktbar med lite eller ingen växtlighet.